# Río Psheja
El río Psheja (del ruso: Пшеха) o Pchega (Пчега) es un río del krai de Krasnodar y la república de Adiguesia, en Rusia afluente del río Bélaya, tributario del Kubán. 

## Curso
Nace en Adigueya, en la vertiente del monte Fisht, parte del Gran Cáucaso. Desemboca en el Bélaya cerca de Beloréchensk.
La longitud es superior a los 160 km. El Psheja es caudaloso, alcanzando una anchura de hasta 50 m. La corriente del Psheja es bastante rápida, especialmente en el curso superior. Las orillas, en el curso superior del Psheja están cubiertas de espesos bosques, en los que habitan muchos animales salvajes (como osos, jabalíes, ciervos, etc.). El agua de Psheja se distingue por su limpieza y transparencia, en ella habitan las truchas. A orillas del Psheja están situadas cinco stanitsas.

## Principales afluentes
- Río Abazinka (derecha)
- Río Dunaika (derecha)
- Río Tuja (bajo Psheja) (izquierda)
- Río Orlov Yerik (derecha)
- Río Tuja (alto Psheja) (izquierda)
- Río Matuzka, (derecha)
- Río Tsitsa (derecha)
- Río Rezhet (derecha)
- Río Maratuki (izquierda)
- Río Jajopse (izquierda)
- Río Tugups (izquierda)
- Río Pshejashja (izquierda)
- Río Pervi Shumik (derecha)
- Río Vtorói Shumik (derecha)